# Tarnowscy herbu Leliwa

Herb Leliwa przysługujący hrabiowskiej linii Tarnowskich

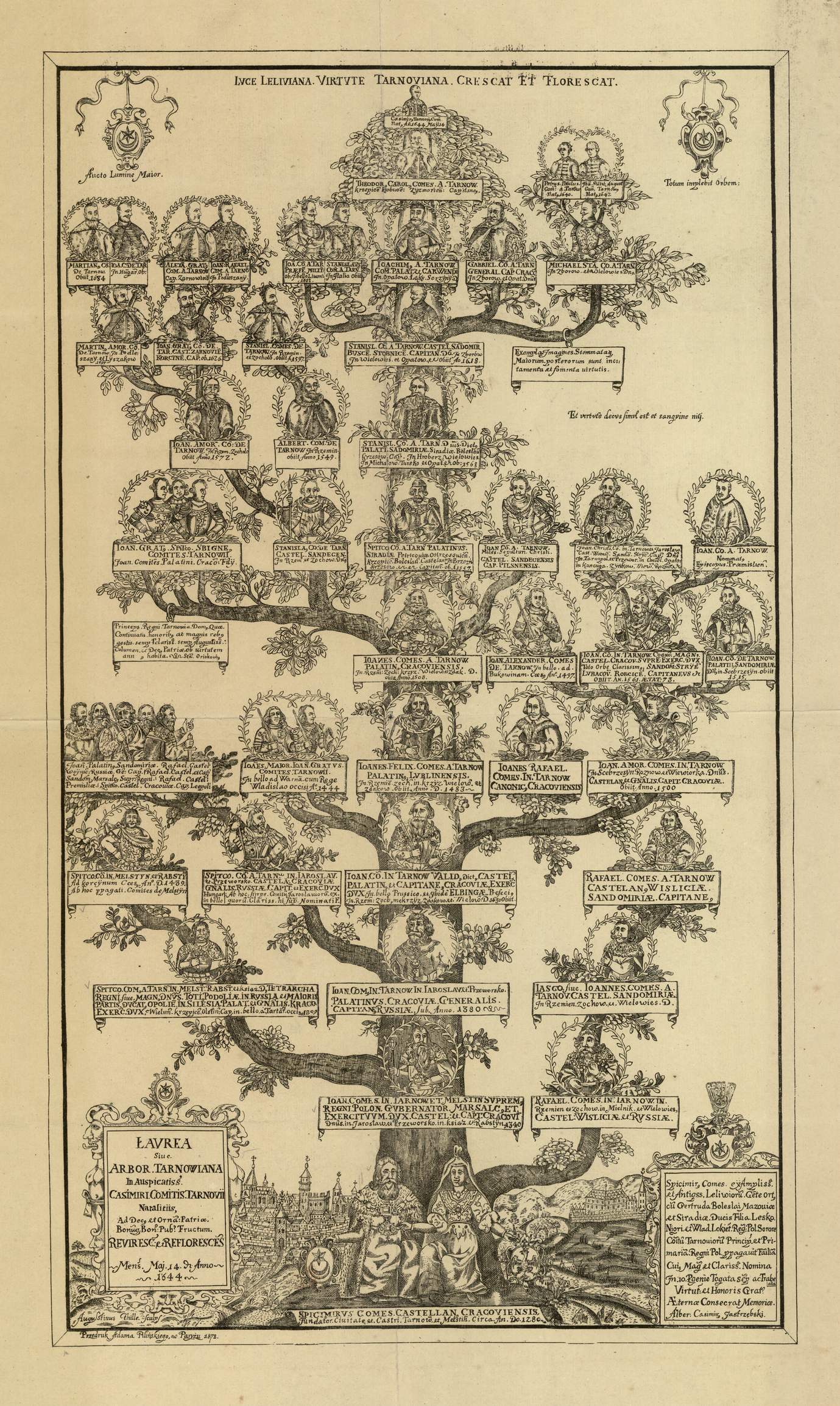
Augustinus Thille (miedzioryt 1644), Wojciech Kazimierz Jastrzębski (tekst, 1644), Adam Piliński - (przedruk, homeografia według miedziorytu, Paryż, 1872)

Tarnowscy – polski ród magnacki, będący w posiadaniu znacznych dóbr w Małopolsce. Od 24 grudnia 1547 hrabiowski, kiedy Karol V Habsburg, cesarz Świętego Imperium Rzymskiego i król Hiszpanii, nadał hetmanowi Janowi Amorowi Tarnowskiemu dziedziczny tytuł hrabiego. Nazwisko wywodzi się od Tarnowa – pierwszej siedziby rodu. Za protoplastą rodu uważa się komesa Spycymira Leliwitę, pierwotnie pieczętującego się herbem Lubomla, ale na początku XIV wieku już używającego Leliwy. Najsłynniejsze miasta założone przez Tarnowskich to: Tarnów, Tarnobrzeg, Tarnogród, Tarnogóra oraz Tarnopol, obecnie znajdujący się na Ukrainie. Ciała rodziny Tarnowskich spoczywają w kościele oo. Dominikanów w Tarnobrzegu, gdzie znajduje się także cudowny obraz Matki Boskiej Dzikowskiej.

## Linie

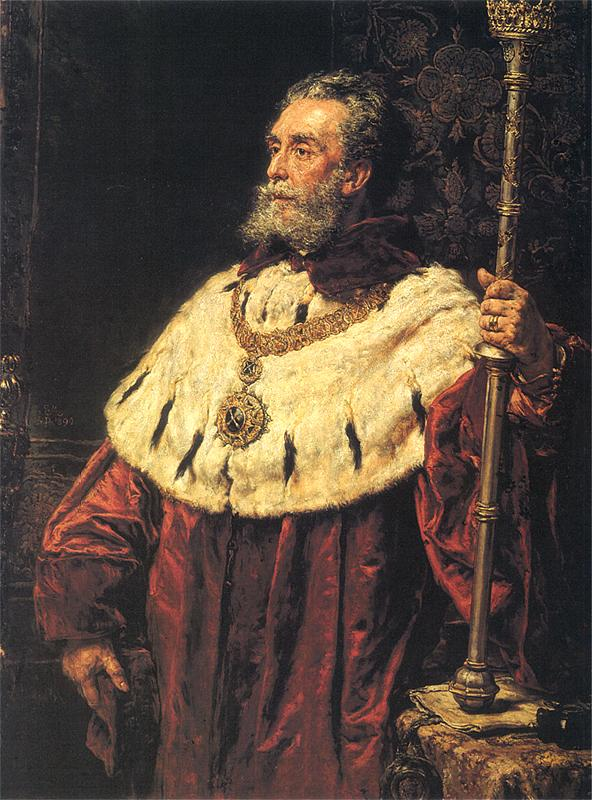
Hrabia Stanisław Tarnowski, rektor Uniwersytetu Jagiellońskiego, protoplasta linii rudnickiej

Ród Tarnowskich podzielił się na liczne linie:
- wielowiejsko-dzikowską,
- melsztyńską,
- jarosławską,
- rzemieńsko-rzochowską,
- kożangródzką,
- drążgowską,
- chorzelowską,
- wróblewicką,
- rudnicką,
- konecką.

## Przedstawiciele
- Anna z Tarnowskich (Melsztyńskich) I v. Kamieniecka, II v. Radzimicka – hetmanowa wielka koronna;
- Eufrozyna Eulalia z Tarnowskich – księżna Wiśniowiecka, właścicielka zamku w Kryłowie;
- Jadwiga z Melsztyna – księżna niemodlińska, strzelecka, prudnicka i głogówecka;
- Jan Amor Tarnowski – hetman wielki koronny, pierwszy hrabia Świętego Imperium Rzymskiego w rodzie Tarnowskich, prawnuk Zawiszy Czarnego;
- Stanisław Kostka Tarnowski – profesor i rektor Uniwersytetu Jagiellońskiego, prezes Akademii Umiejętności w Krakowie.

## Pałace

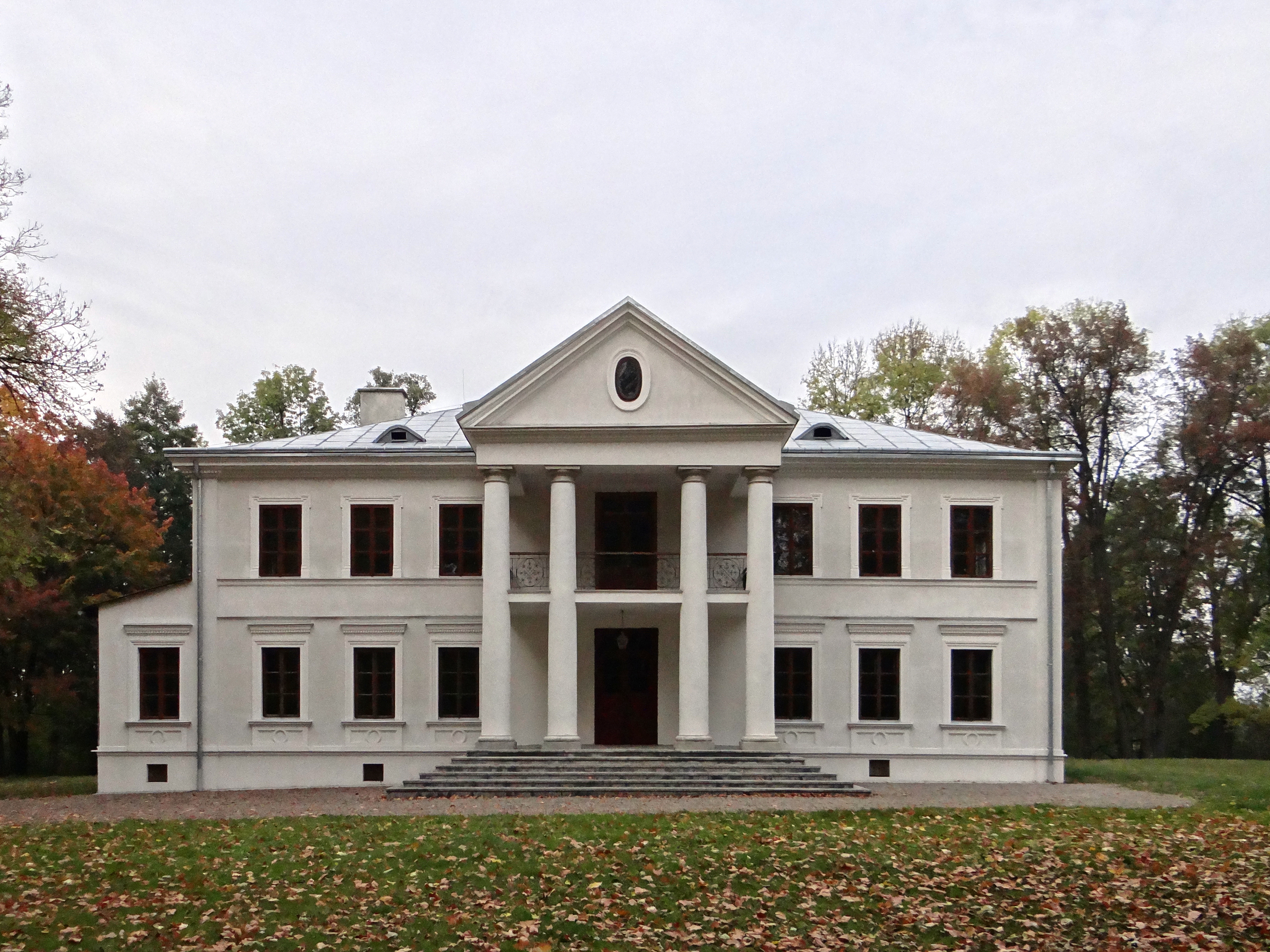
Pałac w Rudniku nad Sanem
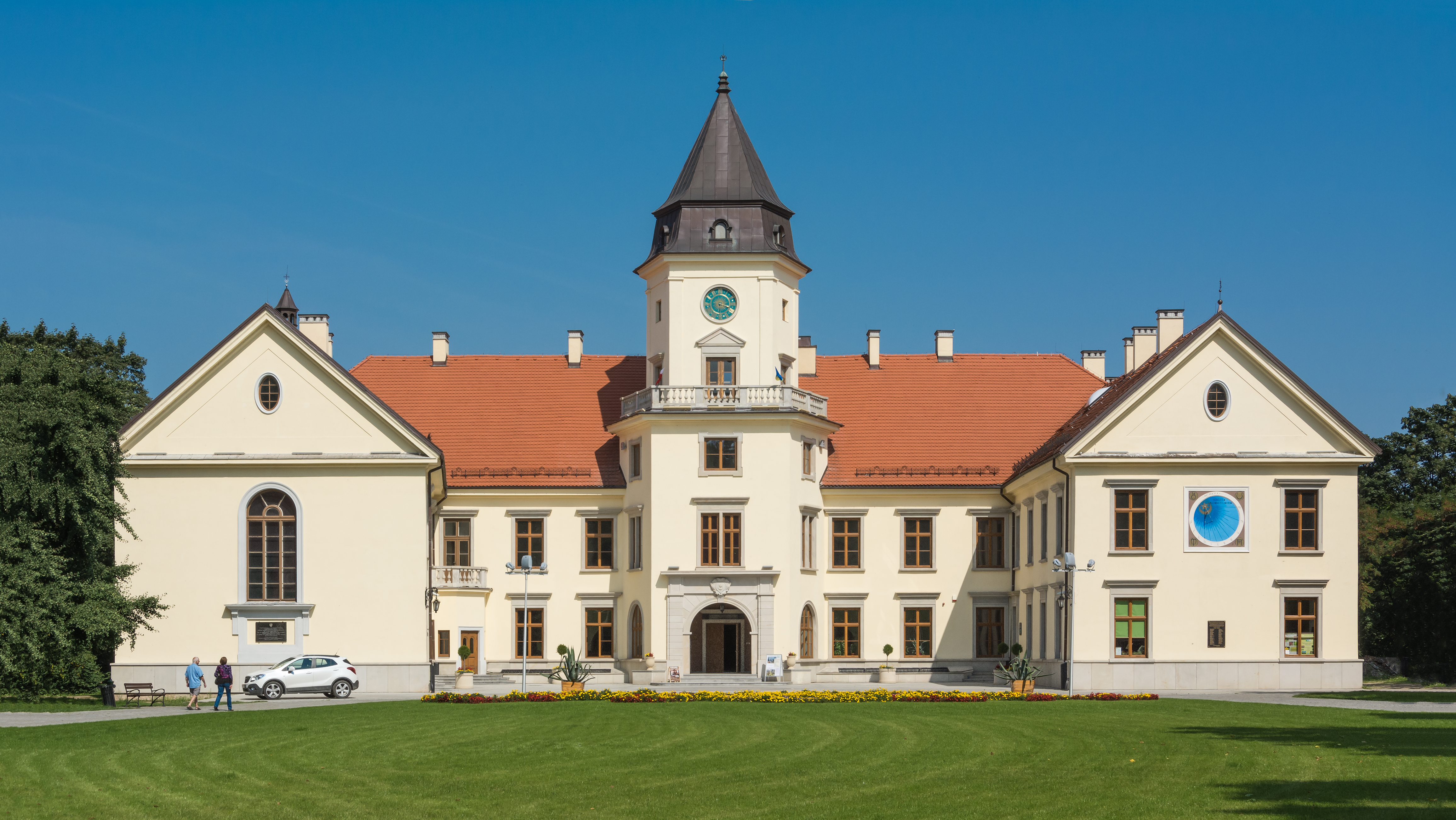
Zamek w Dzikowie
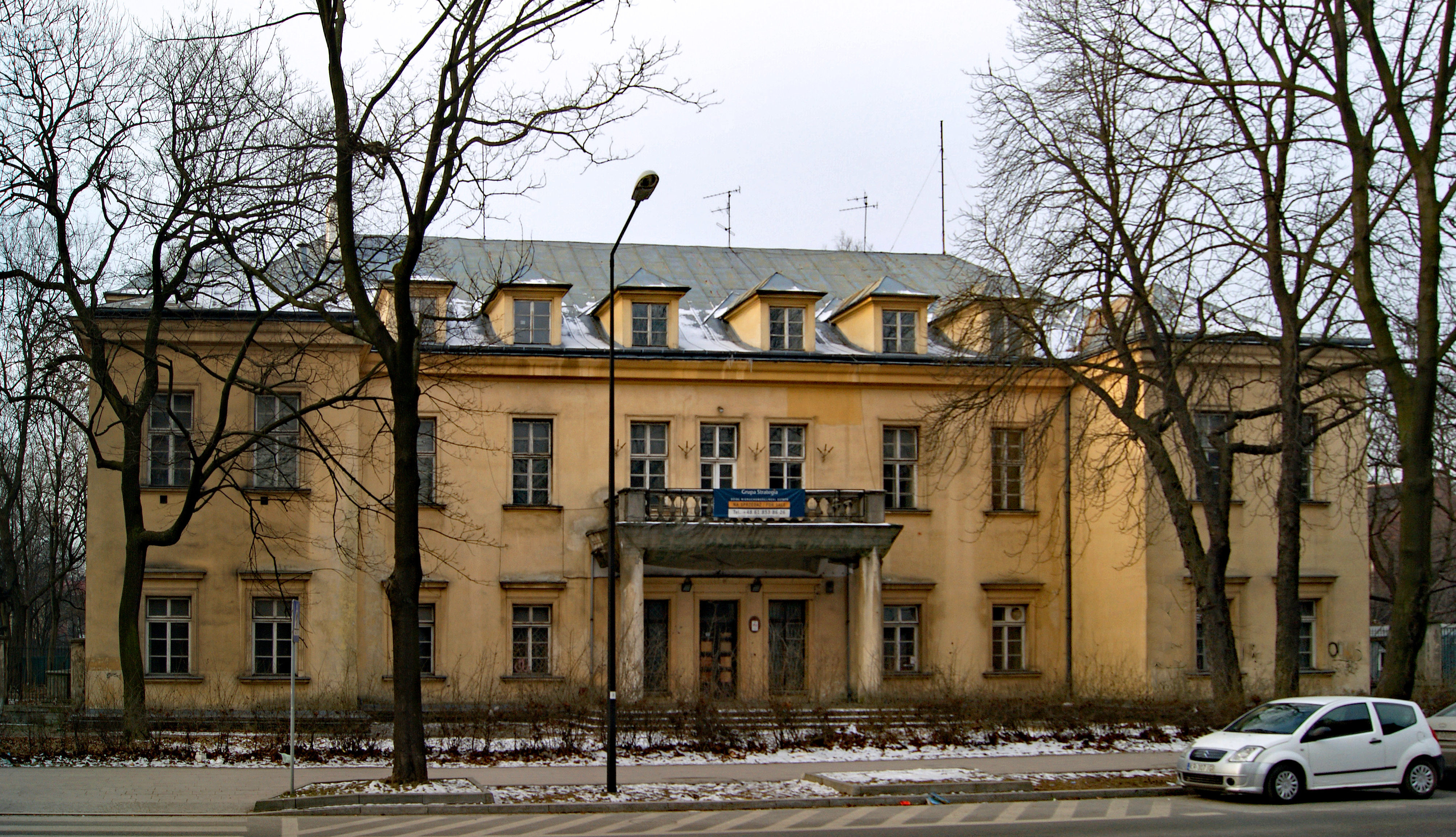
Pałac na Szlaku w Krakowie